# Los Masos
Los Masos (catalansk: Els Masos) er en by og kommune i departementet Pyrénées-Orientales i Sydfrankrig.

## Geografi
Los Masos ligger 44 km vest for Perpignan. Nærmeste byer er mod sydvest Prades (6 km) og mod nordøst Marquixanes (6 km).

## Demografi

### Udvikling i folketal
| 1962                                                              | 1968 | 1975 | 1982 | 1990 | 1999 | 2007 | 2011 | 2017 |
| ----------------------------------------------------------------- | ---- | ---- | ---- | ---- | ---- | ---- | ---- | ---- |
| 322                                                               | 288  | 299  | 414  | 515  | 661  | 758  | 876  | 966  |
| Tal fra og med 1962 er uden dobbelttælling (sans doubles comptes) |      |      |      |      |      |      |      |      |